# São Benedito
São Benedito este un oraș în statul Ceará (CE) din Brazilia.